# Kateřina Sam
Kateřina Sam (* 28. října 1984 Domažlice) je česká vědkyně, terénní bioložka a ekoložka Biologického centra AV ČR a Přírodovědecké fakulty Jihočeské univerzity v Českých Budějovicích. Zkoumá potravní vztahy v přírodě.

## Kariéra
Po absolvování gymnázia Jindřicha Šimona Baara v Domažlicích byla přijata na FAMU ke studiu animovaného filmu, nicméně nakonec se rozhodla pro studium biologie na Přírodovědecké fakultě Jihočeské univerzity v Českých Budějovicích. V roce 2013 získala titul Ph.D. v oboru Ornitologie, s disertační prací Trophic relationships between insectivorous birds and insect in Papua New Guinea, kterou jako školitel vedl českobudějovický biolog Vojtěch Novotný.
Výzkumné práci se Kateřina Sam věnovala v lesích od Česka přes Papuu Novou Guineu po Austrálii, absolvovala také výzkumné pobyty na univerzitách v Japonsku, Kodani a  v Austrálii. V roce 2023 byla autorkou či spoluautorkou více než 60 vědeckých článků, z nichž mnohé jsou publikované v prestižních mezinárodních časopisech. Výzkum prováděla i v Jižní Africe, Číně či v mnohých Evropských státech , a účastnila se expedice na ruský Altaj.  
V rozhovorech zmiňuje, že během svých pobytů v Oceánii musela čelit předsudkům patriarchální společnosti, ze které pocházeli mnozí místní členové výzkumného týmu. Pro mnohé z nich se stala první vědkyní-ženou, se kterou spolupracovali, pro jiné byla dokonce vůbec první spatřenou běloškou. V letech 2009–2010 publikovala postřehy ze svého pobytu na Papui Nové Guineji a Altaji na cestovatelském webu Hedvábná stezka.
Daniel Stach: „Proč je svět zelený?“ 
Kateřina Sam: „Tak tuhle otázku jsem si položila už ve svých 15 letech a až do šedesátých let se myslelo, že je to kvůli tomu, že stromy jsou tak nechutný, že vlastně hmyz je nemůže sežrat všechny a asi tak v šedesátých letech se začalo uvažovat o tom, že máme vlastně predátory, který se hmyzem živí, a tak nám pomáhají udržovat ten svět zelenej. (..) Dnes toho vím víc, než jsem chtěla vědět, a musím říct, že dnes je to na různých místech různý. Někde je to opravdu kvůli rostlinám, že se ubrání samy, a někde je to kvůli predátorům.“
Kateřina Sam v Hyde Parku Civilizace na ČT24 5. 11. 2022 

### Výzkum predátorů v tropických lesích
Proslavila se výzkumem hmyzu žijícího v tropických lesích, který zkoumá i za pomoci výškových jeřábů, tyčících se nad korunami stromů. Díky nim instaluje v korunách stromů sítě, kterými chrání listí stromů před přístupem větších predátorů býložravého hmyzu, jako jsou například ptáci a netopýři. Menším predátorům, jako jsou například mravenci či pavouci, přístup omezuje pomocí lepidla. Po vyloučení predátorů z ekosystému její tým sleduje, jaký dopad má absence predátorů na jeho fungování, jak se změní množství hmyzu či poškození listoví býložravým hmyzem. Už po dvou letech výzkumu její tým prozkoumal kolem půl milionu ručně číslovaných listů. Přijetím projektu Evropskou výzkumnou radou se navíc stala teprve třetí českou vědkyní, které se pro výzkum podařilo získat prestižní ERC Starting Grant.

### Od roku 2017

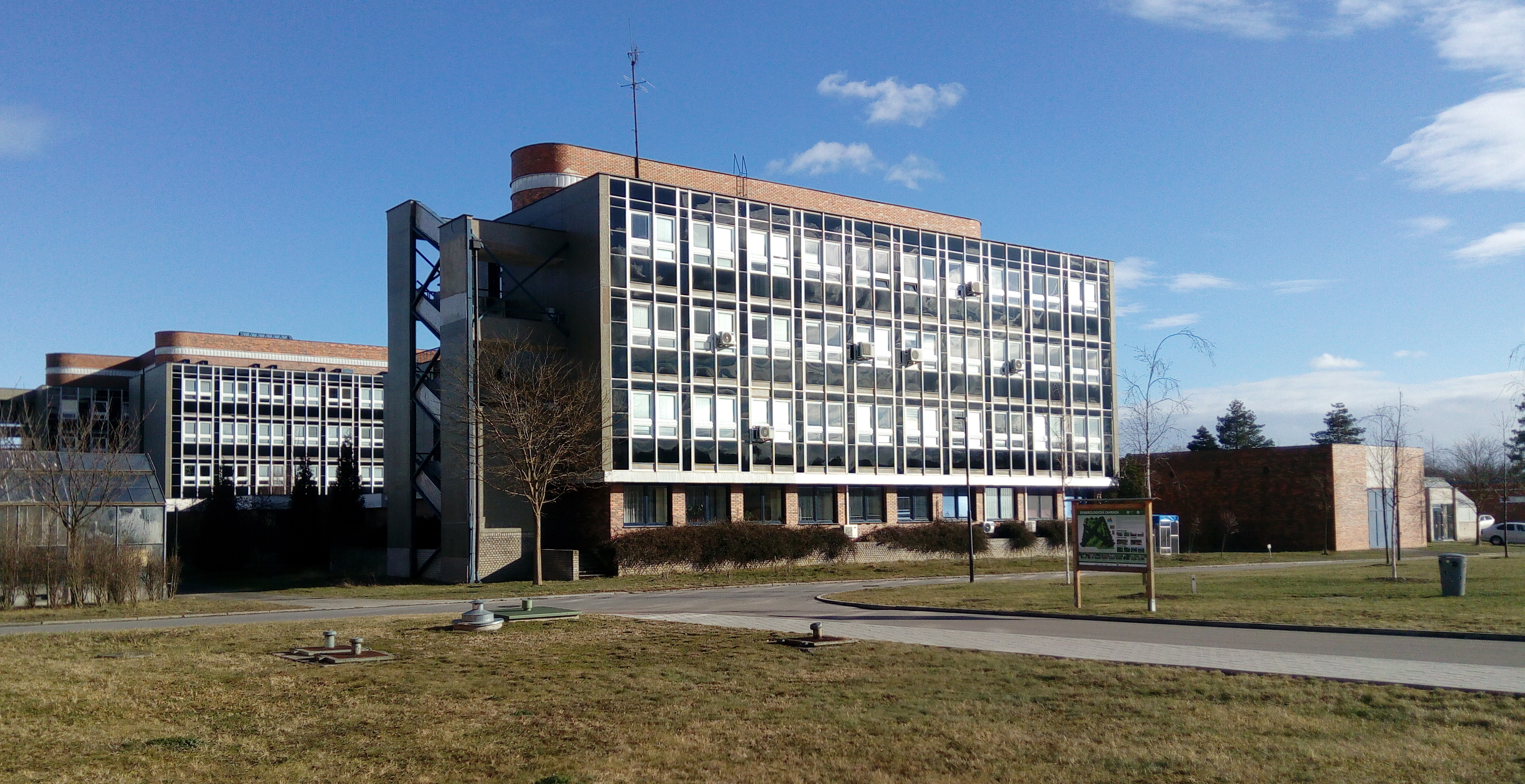
Budova Entomologického ústavu AV ČR

Od roku 2017 je vedoucí nově zřízené Laboratoře Multitrofických Interakcí na Entomologickém ústavu Biologického centra AV ČR. V roce 2023 se stala vedoucí Oddělení Ekologie na Entomologickém ústavu Biologického centra AV ČR. Současně také vyučuje na Jihočeské Univerzitě v Českých Budějovicích a řeší na ní nově získaný grant JUNIOR STAR Grantové agentury České republiky.

## Život
Kateřina Sam je vdaná za papuánského biologa a data inženýra Legiho Sama, se kterým vychovává syna a dceru.